# Hémangioblastome
 Mise en garde médicale
L'hémangioblastome est une tumeur vasculaire bénigne, à croissance lente. Elle est souvent rencontrée dans le cadre d'une maladie héréditaire, la maladie de von Hippel-Lindau. Elle en est la composante axiale. L'hémangioblastome est trouvé le plus souvent dans la fosse postérieure, au niveau du cervelet.
L'étymologie du terme peut se décomposer ainsi : Hém- du grec ancien αἷμα, haïma (sang), Angio du grec ancien ἀγγεῖον, angeîon (vaisseau), Blastos du grec ancien βλαστός « germe » (se référant ici à une cellule immature) et le suffixe -ome issu du grec ancien -ωμα, -ôma désignant une tumeur.

## Historique
Le terme d’hémangioblastome a été forgé en 1928 (CUSHING, 1928) pour dénommer les tumeurs vasculaires du névraxe et les différencier des malformations vasculaires.